# یکلنگ
یکلنگ، روستایی از توابع بخش مرکزی شهرستان اشتهارد در استان البرز ایران است.

## جمعیت
این روستا در دهستان پلنگ‌آباد قرار دارد و براساس سرشماری مرکز آمار ایران در سال ۱۳۸۵، جمعیت آن زیر سه خانوار بوده‌است.